# Sólyom Hungarian Airways
A Sólyom Hungarian Airways egy magyar légitársaság terve volt, mely 2013-ban jelent meg. Az azt üzemeltetni kívánó Sólyom Hungarian Airways Kft. tisztázatlan eredetű, illetve hiányos pénzügyi háttere miatt viszont sosem kapott hatósági működési engedélyt, ezért a cég sohasem működött légitársaságként és nem rendelkezett légijármű üzemeltetésére szóló engedéllyel sem. Az egyetlen, Budapestet is megjárt működőképes repülőgépük is szétbontásra került 2018-ban.
Az üzemeltető Sólyom Hungarian Airways Kft. bejegyzése 2013. június 13-án történt meg, sajtónyilvánosságot elsőként 2013. július 6-án egy Magyar Nemzetben megjelenő tudósításban kapott.
A társaság működését hat darab Boeing 737–500-as típusú keskenytörzsű repülőgéppel kívánta megkezdeni, melyek a teljes szervizelés után érkeztek volna Magyarországra. Az első, Álmos vezér névre keresztelt bérelt gépük 2013. augusztus 18-án szállt le a Liszt Ferenc Nemzetközi repülőtéren.
Az IHO, internetes újság információi szerint tizenhat, a Sólyom Hungarian Airways-hez köthető leányvállalatot alapítottak meg, melyek többek között a légitársaság különböző munkafolyamatainak kiszolgálására, élelmiszer-kereskedelemre,  magasépítési munkákra, valamint utazásszervezésre lettek volna hivatottak. 2013. október 10-én a cég közölte dolgozóival, hogy a befektetővel folytatott tárgyalások megakadása miatt fizetésképtelenné vált, és a szeptemberi fizetéseket sem képes folyósítani. Egyes vélemények szerint a felvázolt terveknek nem volt realitásuk, más vélemények szerint pedig valójában nem is légitársaság alapítása, hanem egy céges adatbázis kiépítése volt a valódi cél.
2014. március elejére a Nemzeti Közlekedési Hatóságnál folyó engedélyeztetési eljárás utolsó fázisba került a légitársaság. A társaság már a Boeing repülőgépgyártól megvásárolta az ilyenkor szokásos műszaki dokumentációkat is. Az év végére viszont megint jelentős anyagi nehézségekről érkeztek hírek, melyek kétségessé tették, hogy a cég valaha képes lesz utazások lebonyolítására. Az utolsó hírek 2015-ben érkeztek a cégről, melyek engedélyek hiányáról és veszteségekről szóltak, azóta pedig semmilyen előrelépés nem történt.

## Tervek
A nyilvánosságra került információk alapján a légitársaság 6 gépes flottával kezdte volna meg működését. A tervek között szerepelt 2014-ben tengerentúli járatok indítása is. 2017-re már 50 gépes flottával terveztek. Első évben 700 fővel, majd három év alatt fokozatosan 3000 fősre bővített munkaerővel terveztek belépni a piacra. A Sólyom Hungarian Airways a várakozások szerint a prémium kategóriában kívánt versenybe szállni.

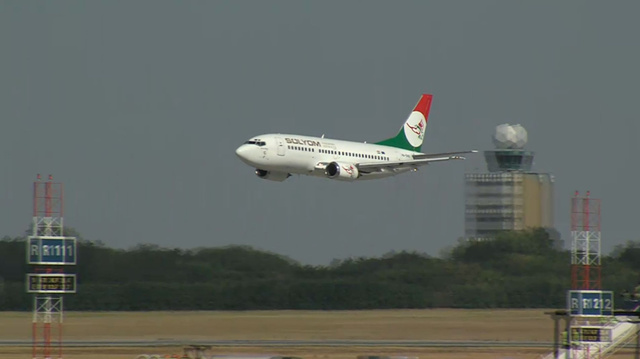
Az Álmos vezér érkezése Budapestre

Megállapodás alapján a légitársaság finanszírozási keretét, pénzügyi hátterét ománi és arab emírségekbeli befektetők hosszú távon biztosították volna. A légitársaság augusztus 1-jén közzétette hirdetését a munkatársainak felvételére, beszállítók jelentkezésére. A vezérigazgató tájékoztatása szerint több lízingcéggel is sikerült stratégiai megállapodást kötni. A már bérelt első 6 Boeing 737–500 típusú gép átvételét megkezdik, az első gép augusztus 18-án érkezik Budapestre. Vágó József hangsúlyozta, hogy szerinte van igény a hálózati légitársaság minőségi szolgáltatására. Magyar munkaerővel kívánnak dolgozni, a cég, valamint a munkavállalók is Magyarországon fognak adózni.

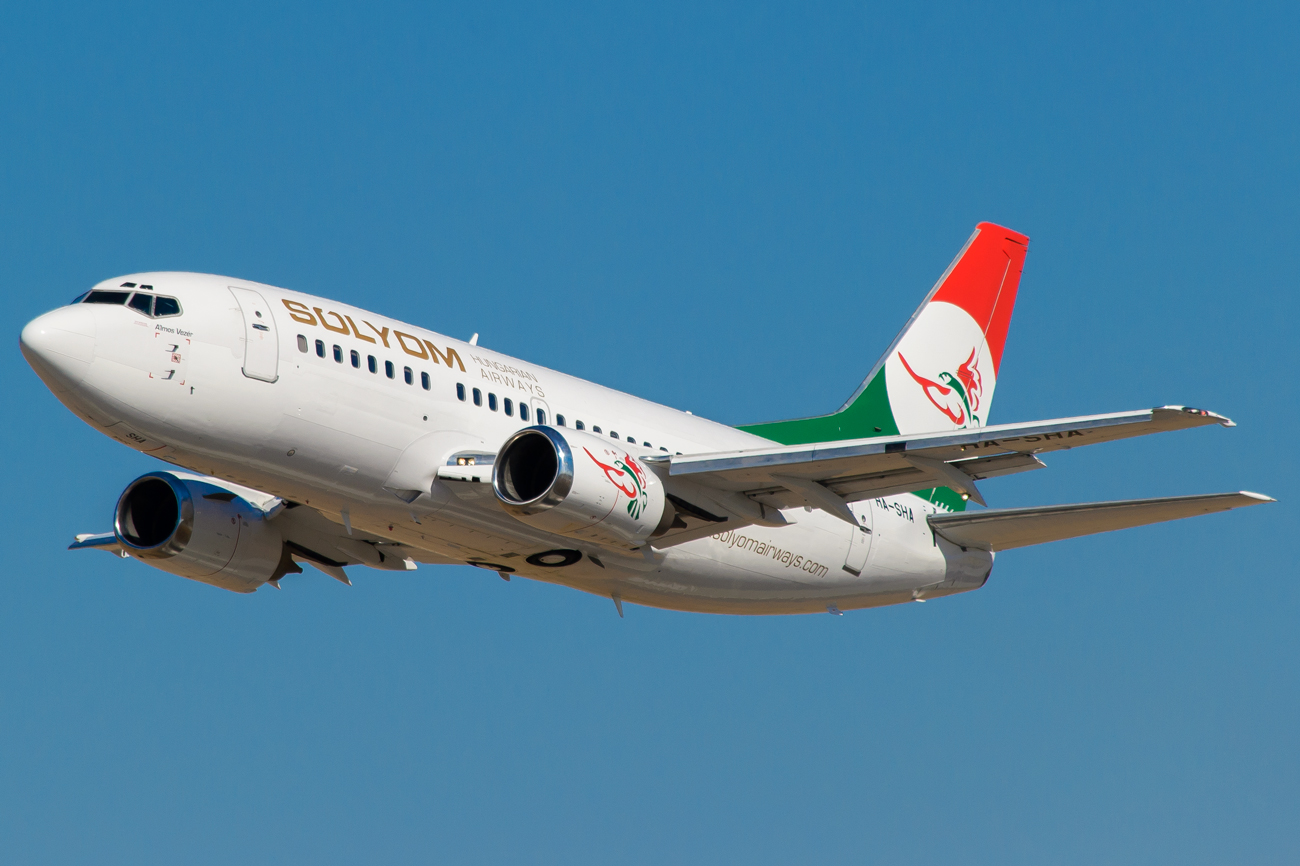
A Sólyom Airways Boeing 737-500-as gépe

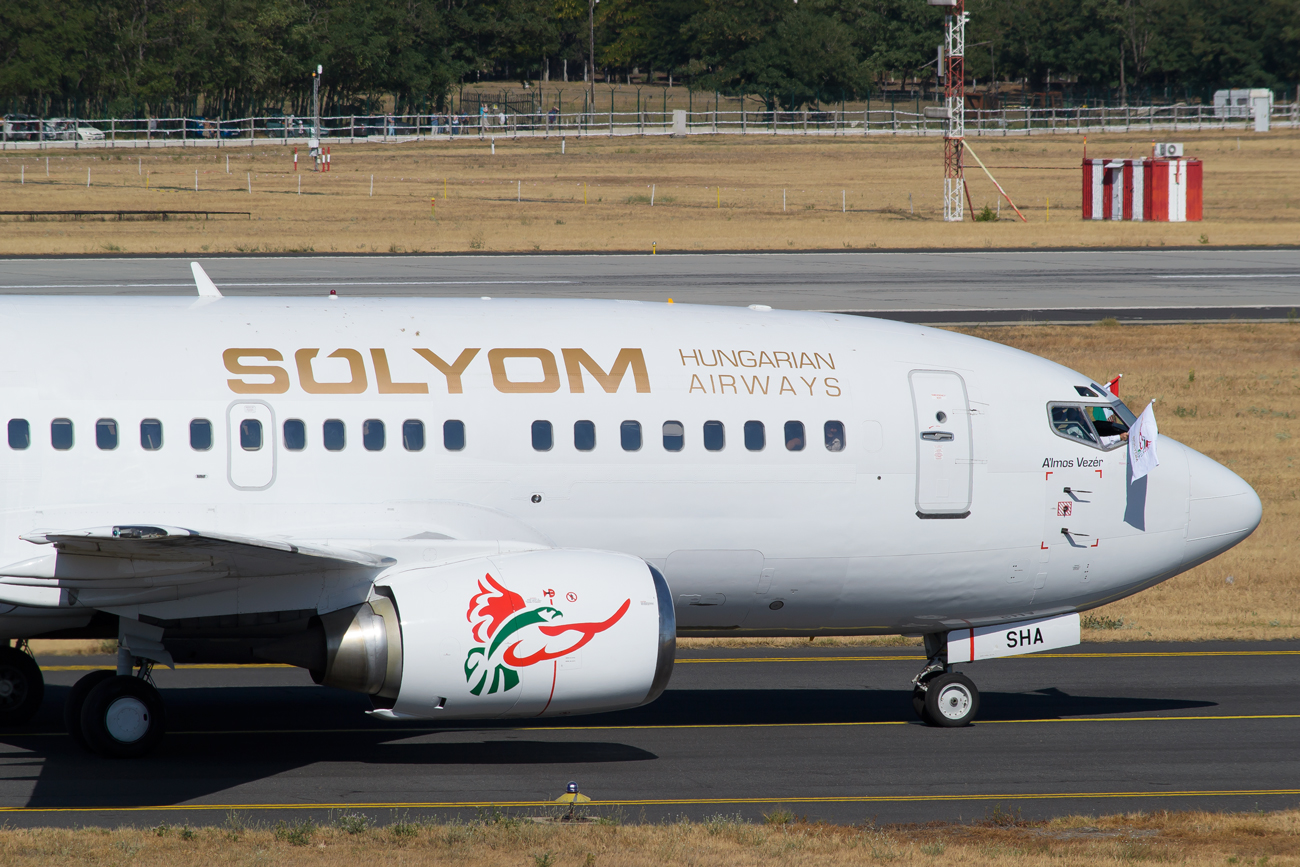
A Sólyom Airways Boeing 737-500-as gépe a budapesti landolás után

A cég 2013. július 24-én a budapesti első sajtótájékoztatóján Vágó József vezérigazgató közölte, hogy a légitársaság kezdetben 6 géppel 22 európai városba repül majd. A gépek 110 székesek lesznek, 12 székes business osztállyal. Sajtóhírek szerint a Sólyom Airways első, menetrend szerinti desztinációi Amszterdam, Brüsszel, Frankfurt, London, Milánó, Párizs és Stockholm lettek volna. A Sólyom Hungarian Airways és a Budapest Liszt Ferenc nemzetközi repülőtér közös megállapodás alapján a budapesti repülőtér 2. terminálján egy exkluzív, európai színvonalú szolgáltatásokat nyújtó VIP várótermet építtetett volna.
Az egyetlen működő Boeing 737-500-as gép 2013. augusztus 18-án érkezett meg Budapestre, a Liszt Ferenc Nemzetközi Repülőtér 1-es termináljára, ahol ünnepélyes keretek között fogadták. A repülőgép a HA-SHA lajstromjelzést kapta, amely a légitársaság nevének kezdőbetűiből áll, illetve az Álmos Vezér nevet kapta. A további repülőgépek is a hét vezér neveit viselték volna a tervek szerint. A Boeing 737-es egy alacsony, a futópálya felett végrehajtott áthúzással mutatkozott be a közönségnek, majd a repülőtér 31L futópályáján landolt.
Álmos Vezér hazatért, elindult a Honfoglalás első napja
Vágó József sajtóérdeklődésre elmondta, hogy a korábban tervezett Avro RJ85-ös regionális gépek beszerzése helyett további Boeing 737 Classic gépeket állítanak szolgálatba a rövid távú útvonalakon, de terveik között szerepelt Airbus A320 és A321-es típusú repülőgépek beszerzése is az elkövetkezendő években. Az első repülőgépek kezdetben charter járatként üzemeltek volna, amíg mind a hat repülőgép meg nem érkezik Budapestre. A vezérigazgató elmondása szerint csak akkor kezdődhettek volna a menetrendszerű járatok beindítása, ha mindegyik gép megérkezik a kelet angliai Bournemouth-ból, ahol felújítják és átfestik a gépeket, ez viszont soha nem történt meg. Az online jegyértékesítést augusztusra, az első menetrend szerinti járat indulását októberre tervezték.
A légitársaság 2014-ben állította volna szolgálatba az első széles törzsű, interkontinentális járatát, amely a tervek szerint Airbus A330 vagy A340-500 és/vagy -600-as típussal repültek volna. A flotta összetétele 2017-ig 50 repülőgépből állt volna, 30 közepes hatótávolságú, 10 regionális és 10 interkontinentális gépből.

## Cégstruktúra
A légitársaság vezetői és tulajdonosai az alapításkor Vágó József, a Nemzeti Közlekedési Hatóság Légügyi Hivatalának korábbi igazgatója, valamint Lucsik János és Hurtyák Róbert üzletemberek voltak. A négymilliárd eurós vállalkozás ománi és egyesült arab emírségekbeli befektetők támogatásával alakult volna meg a tervek szerint.
2013. októberében Hurtyák Róbert eladta a céget az afrikai Charity March Kft.-nek. A Charity March azonban jogilag nem vált tulajdonossá, miután nem teljesítette a cégbíróság hiánypótlási felszólítását. A Sólyom Hungarian Airways Kft. így újra a Sólyom Holding tulajdonába került. A két tulajdonos Hurtyák Róbert és Lucsik János lett. Vágó József 2014. február 28-i hatállyal lemondott és üzletrészét volt tulajdonostársának, Hurtyák Róbertnek adta el, ezek után Vágó stratégiai partnerként segítette volna a tulajdonosok munkáját.

## Tervezett flotta

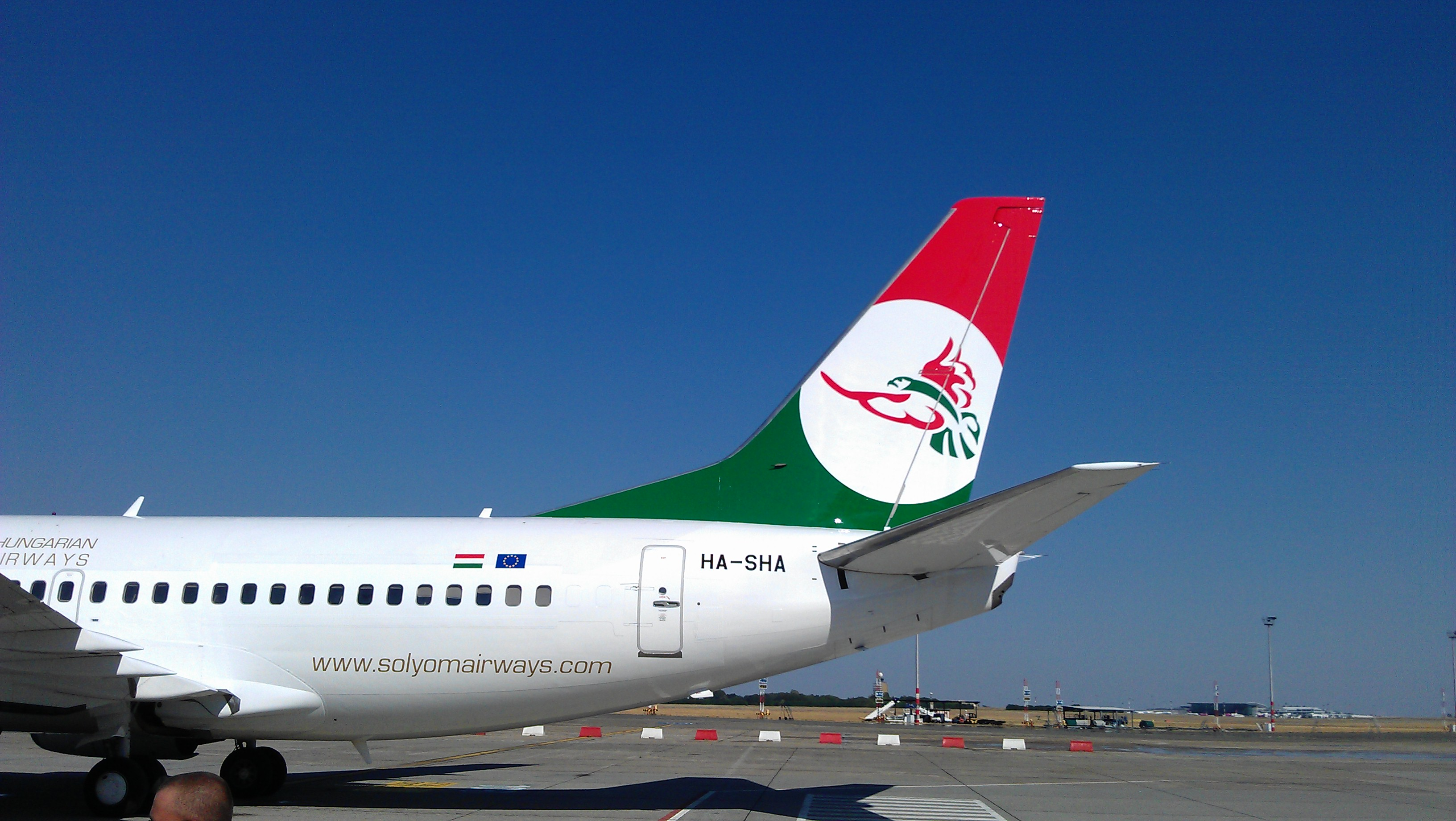
A Sólyom Hungarian Airways első, Magyarországra érkezett repülőgépe, Álmos vezér

A Sólyom Hungarian Airways flottáját 6 darab Boeing 737-500-as típusú gép alkotta volna amelyet az European Aviation Group lízingcég biztosított volna a társaság számára. A gépeket 1990 és 1992 között gyártották, átlagosan 35 ezer repült órával rendelkeztek. Korábban skandináv légitársaságoknál illetve a British Airways-nél is szolgáltak. Két gép korábban az Aeroflot Nord/Nordavia légitársaságnál repült, majd miután az orosz légi fuvarozó kivonta őket a flottából, rövid ideig Budapesten tárolták őket és onnan kerültek a dél-angliai lízingcéghez. A hat repülőgépből hármat VIP géppé alakítottak át, miután a hagyományos légitársaságok kivonták őket a fogalomból.
Az egyik, "Álmos vezér"-re keresztelt gép már magyar lajstromban (HA-SHA) 2013. augusztus 18-án tett rövid látogatást Budapesten, majd miután visszatért a lízingcég dél-angliai bázisára, letárolásra került. A második 737-es szintén felfestve, ám hajtóművek nélkül parkolt, HA-SHC lajstromjellel. A maradék négy darab Boeing sosem került leszállításra.
Egy 2013. augusztus 18-i, YouTube-ra feltöltött videón jól látható, a két Sólyom gép illetve még két Nordavia 737-500-as valamint egy ötödik, fehér színű gép. Valószínűleg ezeket a 737 Classic gépeket használta volna a magyar légitársaság.

## Fizetésképtelenség
Hamar kiderült ugyanakkor, hogy a cég nem rendelkezik a működéshez szükséges anyagi fedezettel, mert a sajtónyilvános bemutatkozáskor még nem voltak megkötve azok a befektetői szerződések, amikkel a légitársaság alapítói számoltak, és ilyet később sem kötöttek semmilyen  más befektetővel. A budapesti, hat órás időtartamú repülőbemutató üzemanyagköltségét is „baráti kölcsönből” intézték, miközben a gép is csak ennyi időre kapott működési engedélyt az azt tulajdonló brit lízingcégtől. Anyagi biztosítékok hiányában pedig a társaság később sem kapott működési engedélyt.
Győri Gyula, a Nemzeti Közlekedési Hatóság elnöke szerint a cég sajtókommunikációja a befektetőkkel kapcsolatban nem volt teljesen összhangban azzal, amit a hatósághoz iratokon beadtak. A Magyar Hírlap Online értesülései szerint a hatósági engedélyek elhúzódó kiadása miatt a cég pert fontolgatott a Nemzeti Közlekedési Hatósággal szemben.
2013. október 10-én a cég közölte dolgozóival, hogy az ománi befektetővel folytatott tárgyalások megakadtak, emiatt a cég fizetésképtelenné vált, és a szeptemberi fizetéseket sem képes folyósítani.
2013. november 11-én megjelent hír szerint a Charity March nevű dél-afrikai cég vásárolta fel a gyengélkedő légitársaságot, amely mögött az ügyvezető, Welsz Tamás nyilatkozata szerint afrikai magyarok állnak, akiknek „a szívük Magyarországért dobog, és szeretnének »egy nemzeti színekben lévő légitársaságot«”. A nyilatkozat szerint a cég decemberben két géppel indítja el az utaztatást, a cég a hír megjelenésekor már a Sólyom Hungarian Airways Kft. tulajdonosaként volt bejegyezve. Később azonban az afrikai offshore cég nem tett eleget a cégbíróság által kért hiánypótlások felmutatására, így a Charity March nem lett bejegyezve, mint a légitársaság tulajdonosa. Ehelyett újra a Sólyom Holding tulajdonába került a Sólyom Hungarian Airways. Ebben közrejátszhatott az is, hogy közben kiderült, hogy a kissé „kalandos” életű Welsz és barátnője ellen Panamában elkövetett csalások miatt az Interpol nemzetközi körözést adott ki (Welsz néhány hónappal később nem egészen tisztázott körülmények közt elhunyt, feltehetően mérgezéstől). Korábban már kiderült a Sólyom egy másik üzlettársáról, Kenyeres Sándor Pálról, hogy szintén több nagy értékű csalásban érintett, amikért jogerős ítéletek is születtek vele szemben. Rajtuk kívül számos más egyéb csalásokban érintett személy volt még a Sólyom Airwayshez köthető.
Az anyagi nehézségek következő jele 2013 végén volt, amikor a légitársaságot üzemeltető gazdasági társaság nem tudta fizetni a Liszt Ferenc nemzetközi repülőtéren található irodáinak bérleti díját, melynek elmaradása miatt kilátásba került, hogy 2014 januárjában el kell hagyniuk a repülőteret. Ezzel egy időben a cég telefonos vonalain korlátozták a nemzetközi hívásokat is. 2014. márciusában valamelyest javult a helyzet, és a repülőtéri irodák egy részének bérleti költségeit kifizették. Ugyanekkor viszont kiderült az is, hogy eddigre Welsz és Vágó József is kikerült a cég tulajdonosai közül, utóbbi ügyvezető lett, a céget pedig két korábbi társa, Lucsik János és Hurtyák Róbert birtokolta.
Egy 2014. május 18-án megjelent hír szerint a cég egyik befektetője és tulajdonosa, Lucsik János az interneten szeretett volna támogatókat toborozni a Sólyom Airways beindításához szükséges tőke előteremtéséhez. A felhívás szerint 750 000 dollárra lett volna szükség, a támogatások fejében pedig különböző juttatásokat kaptak volna a civil támogatók. A dolog valóságtartalmát árnyalta, hogy nagyjából ennyi volt az az összeg, amit Lucsik elvesztett a légitársaság eladásakor.
Az anyagi nehézségek és a tényleges működés hiányának ellenére a Sólyom Airways 2013-as beszámolója alapján 11,1 millió forint nettó árbevétel mellett 3,4 millió forint adózott eredményt produkált. Ugyanezen beszámoló szerint a cég 378 ezer forint társasági adót fizetett be a költségvetésnek, de az is kiderült, hogy az alkalmazottak ebben az évben egyáltalán nem kaptak bért. 2014 augusztusára azonban olyan hírek láttak napvilágot, melyek szerint a cég 229 millió forint veszteséggel zárta a tavalyi évet és saját tőkéje is mínusz 222 millió forintra süllyedt. Ilyen mutatókkal pedig nem kaphatta meg a járatindításhoz szükséges engedélyeket. Lucsik János ügyvezető, alapító tulajdonos azt mondta, nem tudja garantálni, hogy a Sólyom Airways valaha is repülni fog, azt viszont igen, hogy a cég kifizeti a tartozásait.

## Bizonytalan ígéretek
2014 februárjában Vágó József kijelentette, hogy amint meglesznek az engedélyek, akár egy géppel is megkezdik az üzemelést. Ekkoriban a légitársaságnak még számos engedélyt kellett beszereznie a már meglévők mellé, hogy működni tudjon. Az elmaradt engedélyek oka, hogy a közlekedési hatóság szerint a légitársaság nem tett eleget az azok megszerzéséhez szükséges feltételeknek. A Sólyom eddigi egyetlen repülőképes gépe, mely 2013. augusztus 18-án lett bemutatva, visszatért az angol lízingcég telephelyére, és ott volt a második, Sólyom-színekre festett, ám hajtómű nélküli 737-essel együtt. A gépet üzembe helyezés után is legfeljebb csak charterjáratoknál lehetett volna használni, de a lehetséges úti célokról, ahogy a beígért többi gépről is 2014 februárjában még semmit nem lehetett tudni. Ilyenek végül működő légitársaság hiányában nem is álltak forgalomba.

## Utóélet
2014. október 28-án a Sólyom Hungarian Airways megkapta a Nemzeti Közlekedési Hatóság Légügyi Hivatalától a Légijármű Üzembetartási Engedélyt (AOC). A cég által beadott dokumentumok szakmailag magas színvonalon kidolgozottak voltak, ezért a Hatóság semmilyen akadályát nem látta az AOC kibocsátásának. Azonban az engedélyt a Légügyi Hivatal fel is függesztette, ugyanis a légitársaságnak egy darab légijármű sem állt rendelkezésére. Ha a légitársaság igazolja legalább egy repülőgép légialkalmasságát és átmegy az ilyenkor szokásos hatósági átvizsgáláson, az AOC újra aktív státuszba kerül.
A társaságnak azonban az Operating Licence (OL) megszerzése már nem sikerült. Az OL kiadásához szükséges egy realisztikus és a hatóság által is elfogadott üzleti terv, amely az üzemelés megkezdésétől 24 hónapig igazolja a társaság működőképességét, pénzügyi hátterét, garanciáját. Feltétele még, hogy a légitársaságnak az üzemelés első három hónapjára fedezettel kell rendelkeznie, amely 0 Ft bevételt feltételezve is fedezi az üzemelés összes költségét. A Sólyom benyújtotta a módosított üzleti modellre vonatkozó új üzleti tervét, az Alapító Okiratát, az aktualizált Üzletszabályzatát és erkölcsi bizonyítványokat, ezen kívül 2014. december 31-ig az üzemszerű működéshez szükséges képzettség, tanfolyam, szaktanfolyam megszerzésének lehetőségét biztosította a személyi állomány részére.
A legutolsó 2015-ös hír szerint a légitársaság számos engedély megszerzése után továbbra sem tudta megszerezni az OL-t, mert nem véglegesítette üzleti tervét, ezért a társaság továbbra sem tudott érdemben továbbhaladni a működés felé, miközben jelentős veszteségeket termelt. Lucsik János tulajdonost pedig nem sikerült elérnie a sajtónak, hogy tőle érdeklődjenek a cég helyzetéről. A cég eközben továbbra is működő cégként van bejegyezve.
2018-ban kiderült, hogy a tervezett légitársaság egyetlen működő gépe, ami Álmos vezér néven 2013-ban nagy sajtónyilvánosság mellett Budapestre is repült, szétbontásra került. A Boeing 737-500-as repülőgép, ami már évek óta állt a Bournemouth repülőtér egyik elhagyatott sarkában, bemutatkozásakor is már 21 éves volt, az eltelt idő közbeni állás miatt pedig tovább romlott az állapota, ezért a tulajdonos a még használható alkatrészek kiszerelése mellett döntött, miután nem talált másik bérlőt a gépre.
2021-re a Sólyom székhelye egy józsefvárosi székhelyszolgáltatóhoz lett bejegyezve, amely egy ismert „cégtemető”, vagyis jellemzően olyan cégeknek kínál székhelyet, amiknek nincs vagy nem is volt módja saját székhelyet fenntartani, és általában kicsi, sokszor tartozásokat felhalmozó, csődközeli cégek.